# أليستير فرازير
أليستير فرازير هو محامي وسياسي كندي، ولد في 15 مارس 1885 في غلاسكو الجديدة، نوفاسكوشيا في كندا، وتوفي بنفس المكان في 24 يناير 1964. انتخب نائب حاكم نوفا سكوشا ‏ (1952 – 1958).